# Адриана Дунавска
Адриана Владимирова Дунавска е българска състезателка по художествена гимнастика. Тя е първата българска олимпийска медалистка в художествената гимнастика и едно от „Златните момичета“ на Нешка Робева.
През 1988 г. на Олимпиадата в Сеул художествената гимнастика за пръв път е включена в олимпийската програма. С дебюта си на олимпийските игри Адриана печели сребърен медал в борба с Марина Лобач и Александра Тимошенко (и двете от СССР).
Адриана има сестра близначка – Камелия, която също е гимнастичка. В началото се занимават с художествена гимнастика под ръководството на треньорката Борислава Кючукова, в Клуб ЦСКА (София), а след това със Светла Колтчевска. В националния отбор тренират под ръководството на Нешка Робева. Въпреки получена фрактура на дясното стъпало участва през 1987 г. на Световното първенство във Варна.
През юни 2007 г. е назначена за старши треньор на националния ансамбъл по художествена гимнастика. През 2006 получава покана от Франция да поеме техния национален отбор, но поради ангажимента си към нашия отбор остава с него до завръщането в България след олимпийските игри в Пекин. През 2008 напуска българския национален отбор и става старши треньор на френския национален отбор – индивидуално и ансамбъл. Под нейно ръководство отборът отбелязва рязък възход, като запазва духа на френската гимнастика, но бива обогатен с много сложни елементи, типични дотогава само за водещите школи, една от които е българската.

## Отличия
- 1986 Европейско първенство във Флоренция, Италия – златен медал на топка, 4-та в многобоя
- 1987 Световно първенство във Варна, България – златен медал на лента, сребърен в многобоя
- 1988 Олимпиада в Сеул, Корея – сребърен медал в многобоя
- 1988 Европейско първенство в Хелзинки, Финландия – златен медал в многобоя, златен на лента и обръч
- 1989 Европейска купа в Хановер, Германия – златен медал на лента, сребърен в многобоя, бронзов на обръч
- 1989 Световно първенство в Сараево, Югославия – сребърен медал на лента и топка, бронзов в многобоя